# 毎日タクシーグループ

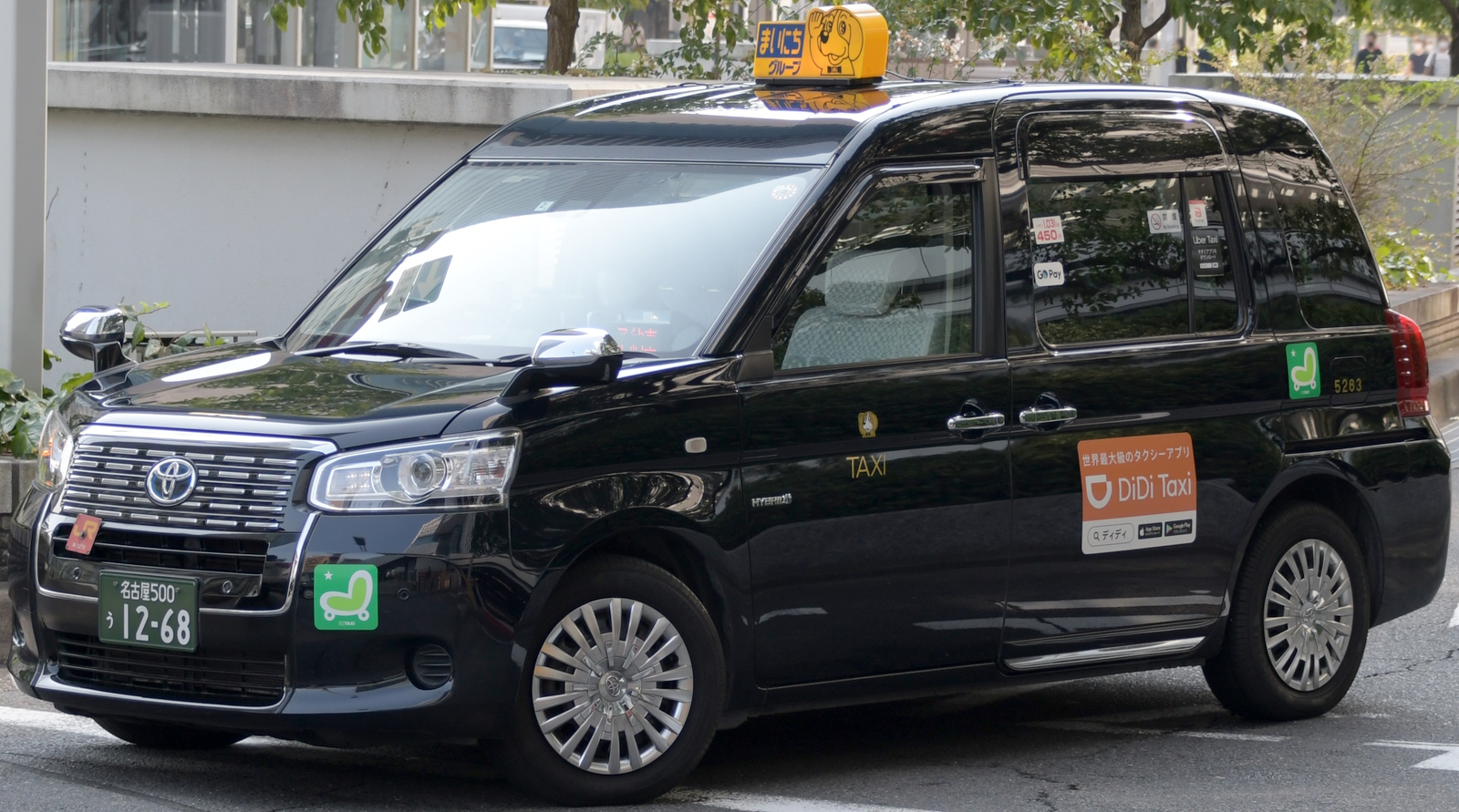
毎日タクシーグループの車両

毎日タクシーグループ株式会社は、名古屋市に本社を置いていたタクシー事業者。毎日交通を主体に、名古屋地域の4社に営業所のあるタクシー会社のグループ（協同組合）だったが2022年に統合。毎日タクシーグループ株式会社に一本化された。
2024年1月30日に名古屋地方裁判所に破産を申請し、同日に破産手続開始決定を受けた。

## 概要
車両の行灯は黄色の背景色と黒文字にビーグル犬のイラスト。保有する車両は、過去には小型車で三菱・ギャランを保有し、一時期はトヨタ・コンフォートで統一していた時期もあった。閉業時点ではトヨタ・コンフォートの他トヨタ・ジャパンタクシー、トヨタ・シエンタ、トヨタ・カムリ、トヨタ・bZ4Xを保有していた。
2004年（平成16年）4月、東京武三交通圏に認可を得て、大名古屋交通（東京営業所）とジーエルタクシー（旧大名古屋交通東京第二営業所）が進出し、当初は名古屋地域と同じ塗装のトヨタ・コンフォートだった。その後、黒塗りのトヨタ・プリウス/トヨタ・クラウンセダンGパッケージ/3ナンバーのスーパーサルーンなどのハイグレード車も導入していたが、2014年（平成26年）7月をもって東京武三地区から撤退した。
2022年（令和4年）4月には、毎日交通を存続会社にタクシー事業4社を統合した。
なお、毎日タクシーが東京・大阪に、同名会社は毎日交通が大阪・福岡に、日本交通が東京（川鍋家系）・大阪（川鍋家系と澤家系が並列）・京都・兵庫・鳥取・島根（以上澤家系）・山口・福岡・沖縄に、三和交通が北海道・東京・横浜・兵庫・宮崎・沖縄に存在するが、いずれも資本・人的ともに無関係である。
また、毎日を名乗るが毎日新聞社、毎日放送とも無関係である。
ただ毎日新聞中部本社が入居するミッドランドスクエアには、つばめ自動車、名鉄交通の各グループと名古屋近鉄タクシーが入庫出来るほか当社も閉業まで入庫出来た。
- 名古屋市内での統合前の総車両数: 357台（毎日交通76台、日本交通65台、大名古屋交通70台、三和交通146台）※2011年当時だがその後減車されている。

## 統合前のグループ構成会社

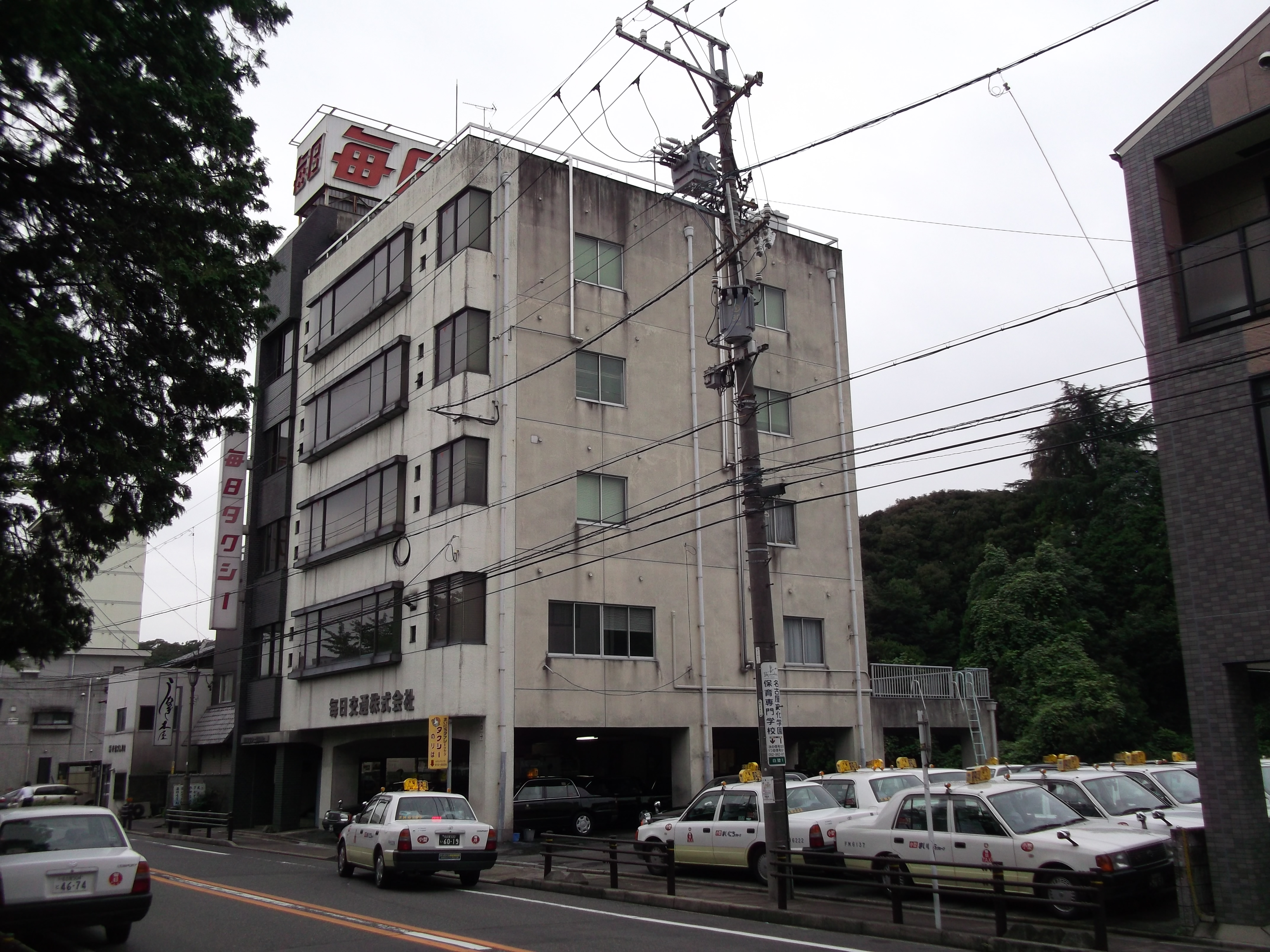
毎日交通本社（2014年8月）

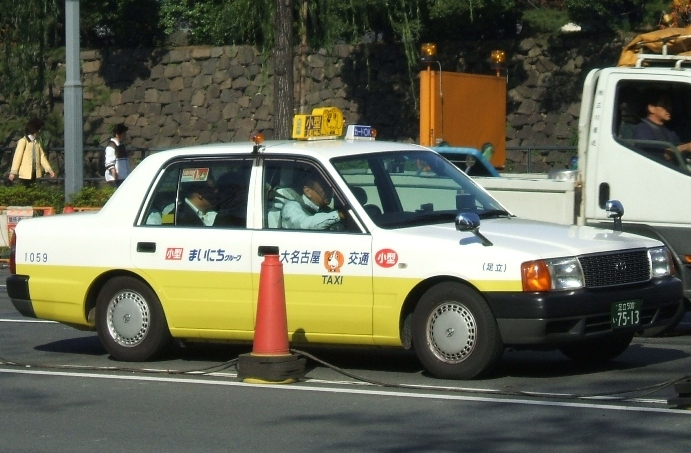
大名古屋交通（東京営業所）のタクシー

- 毎日交通 … 本社:名古屋市東区（北緯35度10分52.5秒 東経136度54分33秒 / 北緯35.181250度 東経136.90917度）
- 日本交通 … 本社:名古屋市北区（北緯35度13分18.5秒 東経136度54分38.4秒 / 北緯35.221806度 東経136.910667度）
- 三和交通 … 本社:名古屋市北区（北緯35度13分18.5秒 東経136度54分38.4秒 / 北緯35.221806度 東経136.910667度）
- 大名古屋交通 … 本社:名古屋市北区（北緯35度13分18.5秒 東経136度54分38.4秒 / 北緯35.221806度 東経136.910667度）
  - 東京営業所 … 東京都足立区六木（北緯35度47分34.3秒 東経139度50分22.8秒 / 北緯35.792861度 東経139.839667度）※2016年7月をもって東京武三地区から撤退。進出当初はトヨタ・コンフォートのみで同地区では珍しい小型車のみで参入した。
- ジーエルタクシー … 東京都江戸川区臨海町[注釈 7] ※2012年11月20日事業所都合による閉鎖。前身は2005年11月に開設した大名古屋交通東京第2営業所。同地区の小型車と中型車の料金が統一されるのを見越して先述の通りハイグレート車主体の中型車に移行した。2013年1月都市交通系の東京タクシーグループ3社（有限会社東京タクシー[注釈 8]、株式会社東京自動車、株式会社江北交通[注釈 9]）に10台ずつ計30台を譲渡した[6]。

## 沿革
- 1953年（昭和28年）9月 - 松竹タクシー株式会社として営業車両10台で設立する[7]。
- 1956年（昭和31年）3月 - 松竹タクシー株式会社が毎日交通株式会社に社名を変更する[7]。
- 1959年（昭和34年）12月 - 名城交通株式会社がグループに参入する[7]。
- 1960年（昭和35年）6月 - 日本交通株式会社がグループに参入する[7]。
- 1961年（昭和36年）11月 - 毎日交通株式会社が名古屋市北区安井町に営業所・車庫を新設する[7]。
- 1965年（昭和40年）7月 - 三和交通株式会社がグループに参入する[7]。
- 1972年（昭和47年）1月 - 大名古屋交通株式会社がグループに参入する[7]。
- 1975年（昭和50年）7月 - 毎日タクシー協同組合設立[7]。
- 2004年（平成16年）4月 - 大名古屋交通株式会社が東京営業所を新設する[7]。
- 2005年（平成17年）11月 - 大名古屋交通株式会社が東京第2営業所を新設する[7]。
- 2008年（平成20年）12月 - 大名古屋交通株式会社東京第2営業所を分社しジーエルタクシー株式会社に改組する[7]。
- 2009年（平成21年）2月 - 三和交通株式会社が名城交通株式会社を吸収し、三和交通株式会社名城営業所と改組する[7]。
- 2010年（平成22年）
  - 8月 - 毎日交通株式会社が北営業所を廃止し本社営業所へ統合する[7]。三和交通株式会社が本社営業所を廃止し、名古屋営業所へ統合する[7]。三和交通株式会社が名古屋市北区西味鋺4丁目に車庫・仮眠所を新設する[7]。
  - 9月 - グループ全車両にデジタル無線配車システム、GPS、カーナビを配置。
- 2012年（平成24年）
  - 4月 - グループ全車両に防犯カメラ設置。
  - 11月 - ジーエルタクシーが事業所都合による閉鎖。東京タクシーグループに車両譲渡。
- 2016年（平成28年）7月 
  - トヨタ・シエンタ導入
  - 大名古屋交通東京営業所閉鎖。東京武三地区から撤退。
- 2018年（平成30年）1月 - トヨタ・ジャパンタクシー導入
- 2022年（令和4年）４月 - タクシー事業4社を統合（合併）。毎日タクシーグループ株式会社発足。
- 2024年（令和4年）1月 - 名古屋地方裁判所から破産手続開始決定を受ける。負債総額は2023年3月時点で約26億8300万円[2][4]。